# Talabrica bellula
Talabrica bellula är en musselart som först beskrevs av Arthur Adams 1854.  Talabrica bellula ingår i släktet Talabrica och familjen Crassatellidae. Inga underarter finns listade i Catalogue of Life.